# Castle Wolfenstein
Castle Wolfenstein (auch Wolfenstein 2D) ist ein Computerspiel und gilt als einer der frühesten Vertreter des Genres der Schleich-Shooter. Es wurde 1981 von dem Programmierer Silas Warner für Muse Software geschrieben und zuerst auf dem Apple II veröffentlicht. Später gab es Portierungen für MS-DOS, den Commodore 64 und verschiedene Atari-Computer. Castle Wolfenstein war die direkte Inspiration für das 1992 von id Software veröffentlichte Wolfenstein 3D. Mit Beyond Castle Wolfenstein existiert ein Nachfolger.

## Spielverlauf
In diesem Spiel bewegt man einen Gefangenen, dessen Ziel es ist, aus seiner Gefängnisumgebung, der Burg Wolfenstein, zu entkommen. Dabei schaut man von oben auf die einzelnen Räume, durch die man sich bewegt, sieht jedoch seine eigene Figur, seine Gegner und diverse Dinge wie Truhen von der Seite. Der Aufbau der Spielumgebung entspricht dabei größtenteils einem frühen Computer-Rollenspiel, man durchschreitet verschiedene Räume mit darin befindlichen Gegnern und hilfreichen Gegenständen auf der Suche nach dem Ausgang.
Der Hauptaspekt des Spiels liegt dabei auf dem unerkannten Bewegen durch die Spielumgebung. Man kann seine Spielfigur mit gefundenen Uniformen tarnen, sodass bestimmte Gegner sie nicht als feindlich wahrnehmen. Ebenso spielt das Verursachen und Vermeiden von Geräuschen eine größere Rolle, da die Gegner auf das Abfeuern eines Schusses oder das Werfen einer Granate reagieren. Alternativ hat man die Möglichkeit, auch mit Gewalt zu agieren (Pistole/Granaten), jedoch haben viele Gegner Vorteile in direkten Schießereien, und es besteht ein ständiger Mangel an Munition. Letztendlich steht noch die Möglichkeit des gewaltlosen Ausraubens von Gegnern offen. Die dabei und beim Öffnen von Kisten gefundenen Gegenstände sind teilweise für den Spielverlauf wichtig, dienen aber manchmal auch nur zur Steigerung der Atmosphäre. Alkoholische Getränke beispielsweise haben keinen spielentscheidenden Einfluss, senken aber die Treffergenauigkeit der eigenen Figur, wenn man sie zu sich nimmt.

## Technik
Eine technische Besonderheit des Spiels war die erstmalige Verwendung von digitalisierten Stimmsamples, deren Qualität allerdings durch die Hardware der Systeme begrenzt war.

## Indizierung
Castle Wolfenstein wurde 1987 in Deutschland indiziert, da das zuständige Gremium der Bundesprüfstelle für jugendgefährdende Schriften den Spielinhalt als kriegsverherrlichend eingestuft hatte (Entscheidung Nr. 2893 (V)); im Spiel verwendete NS-Symbole nach § 86a StGB spielten für die Indizierung keine ausschlaggebende Rolle. Im April 2012 wurde das Spiel durch die mittlerweile als Bundesprüfstelle für jugendgefährdende Medien bezeichnete Behörde gemäß § 18 Abs. 7 S. 2 JuSchG nach 25 Jahren von Amts wegen aus der Liste für jugendgefährdende Medien gestrichen.